# MPEG
 (енгл. Moving Picture Experts Group) је радна група стручњака за стандардизацију дигиталних формата који се баве проналажењем, објављивањем и развојем стандарда за кодовање видео и аудио сигнала. Радна група је настала 1988. године у Отави, Канада. Броји око 350 сталних чланова из индустријских, универзитетских и проналазачких институција. Званични назив је ISO/IEC JTC1/SC29 WG1.
MPEG-1- првобитни (почетни) видео и аудио стандард компресије сигнала брзине до 1.5 Mbit/s. Данас у употреби и као Video CD стандард и популарни „Layer 3“ (MP3) аудио компресиони формат. 
- 1 део - систем
- 2 део - кодовање видеа
- 3 део - дефинише методу компресије аудио сигнала
- 4 део - тестирање усклађености (доследности)
- 5 део - софтверска симулација

МПЕГ-2 - основно кодовање аудио и видео сигнала (ATSC, DVB и ISDB, сателитских дигиталних ТВ сервиса као што су Dish Network, дигиталних кабловских телевизијских сигнала, SVCD...).
МПЕГ-4 - интерактивни видео на ЦД-РОМ-у, DVD-у, DTV-у.
Иако не представљају формалне стандарде за паковање и сажимање аудио и видео дигиталног сигнала постоје и ови стандарди који представљају заокружену целину и обележавају се на сличан начин:
МПЕГ-7 - формални систем за опис мултимедијалног садржаја.
МПЕГ-21 - МПЕГ описује овај стандард као мултимедијални склоп.